# Kanton Boissy-Saint-Léger
Kanton Boissy-Saint-Léger is een voormalig kanton van het Franse departement Val-de-Marne. Kanton Boissy-Saint-Léger maakte deel uit van het arrondissement Créteil en telde 32.818 inwoners (1999).
Het werd opgeheven bij decreet van 17 februari 2014 met uitwerking in maart 2015.

## Gemeenten
Het kanton Boissy-Saint-Léger omvatte de volgende gemeenten:
- Boissy-Saint-Léger (hoofdplaats)
- Limeil-Brévannes